# ГЕС Менсфілд
ГЕС Маршалл-Форд — гідроелектростанція у штаті Техас (Сполучені Штати Америки). Знаходячись між ГЕС Марбл-Фоллс (32 МВт, вище по течії) та ГЕС Том Міллер (17,3 МВт), входить до складу каскаду на річці Колорадо, що впадає до Мексиканської затоки за сто двадцять кілометрів на південний захід від Х'юстона.
У межах проєкту долину річки перекрили комбінованою греблею висотою 85 метрів та довжиною 2161 метр, яка включає центральну бетонну ділянку (потребувала 1406 тис. м3 матеріалу) та бічні насипні частини. Вона утримує водосховище Тревіс з площею поверхні 76,6 км2 та об'ємом 1357 млн м3 (ще 971 млн м3 зарезервовано на випадок повені).
Основне обладнання станції становлять три турбіни типу Френсіс, які живляться через водоводи діаметром по 4,9 метра, мають загальну потужність 108 МВт та працюють при напорі 57 метрів. У 1943—1967 роках середньорічний виробіток станції становив 149 млн кВт·год електроенергії.